# Sofia Mastroianni
Sofia Mastroianni, född 2 augusti 2001 i Desio, är en italiensk konstsimmare.

## Karriär
Vid europeiska spelen 2023 i Oświęcim var Mastroianni en del av Italiens lag som tog silver i både det fria och tekniska lagprogrammet samt brons i det akrobatiska lagprogrammet. Vid VM 2023 i Fukuoka var hon en del av Italiens lag som tog silver i det tekniska lagprogrammet. Vid olympiska sommarspelen 2024 i Paris var Mastroianni en del av Italiens lag som slutade på åttonde plats i lagtävlingen.
Vid konstsim-EM 2025 i Funchal var Mastroianni en del av Italiens lag som tog guld i det akrobatiska lagprogrammet och silver i det fria lagprogrammet.